# Anomocora
Genre
Anomocora forme un genre de coraux de la famille des Astrocoeniidae.

## Liste d'espèces
Selon World Register of Marine Species (21 juin 2015), Anomocora comprend les espèces suivantes :
- Anomocora carinata Cairns, 1991
- Anomocora fecunda (Pourtalès, 1871)
- Anomocora gigas (van der Horst, 1931)
- Anomocora irregularis (Cairns, 1995) †
- Anomocora marchadi (Chevalier, 1966)
- Anomocora prolifera (Pourtalès, 1871)